# グランド・ランドネ

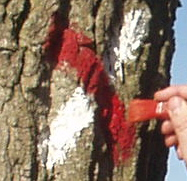
GRから外れたことを示すX字標識

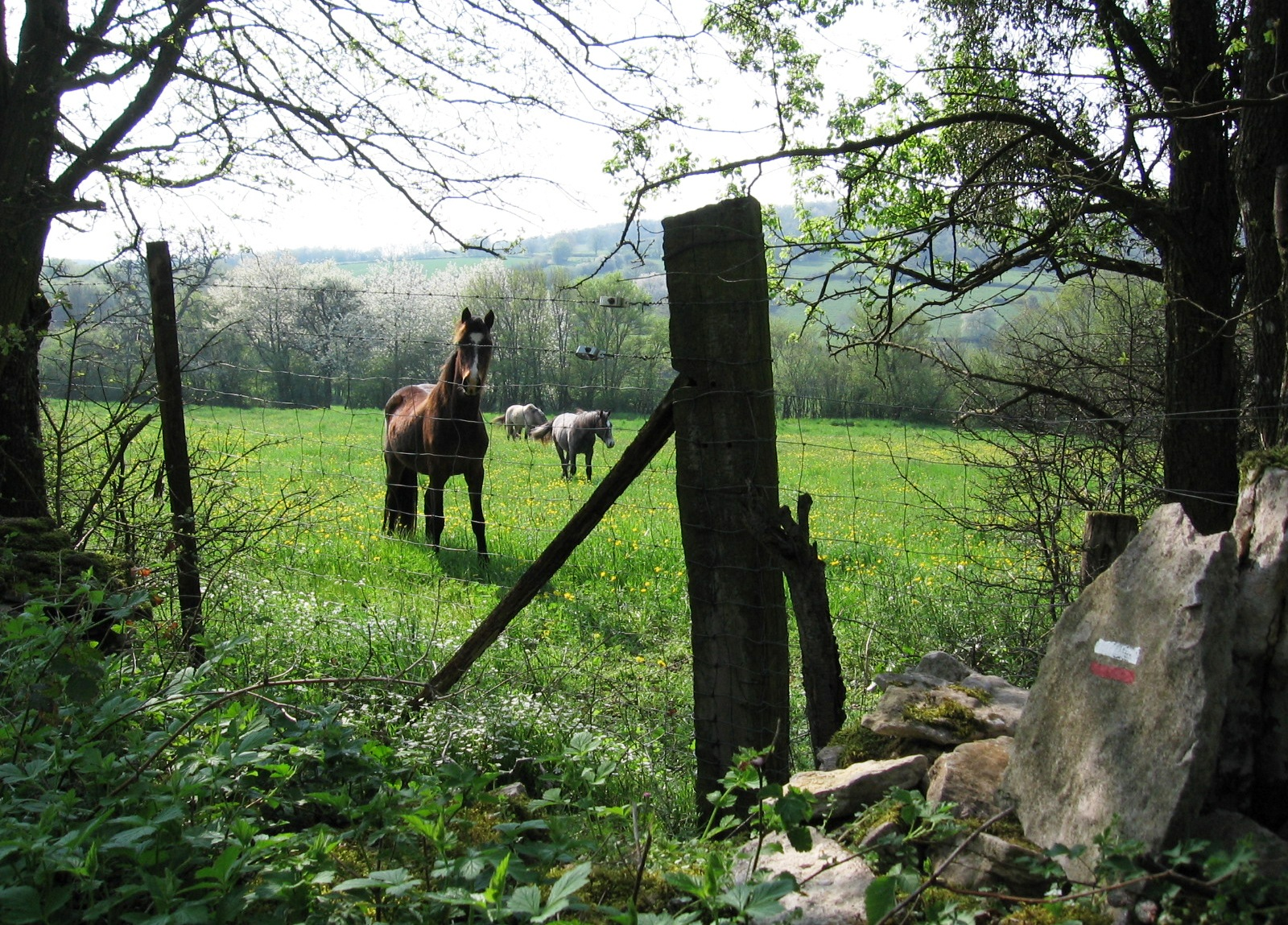
GR76A沿いの道標

グランド・ランドネ（フランス語：Sentier de grande randonnée、略称：GR、英語：GR footpaths）はヨーロッパ、特にフランスを中心とし、隣接のベルギー、オランダ、スペインなどの地域の長距離自然歩道。
GR長距離歩道、英語での訳語GRフットパス（GR Footpath）などの名称で呼ばれることもある。

## 解説
フランスだけでも6万kmをカバーしており、トレイルには交差点や分岐点などで紅白の横線の印で表示されている。
グランド・ランドネのトレイルネットワークは、フランスではフランス・ハイキング連盟（Fédération Française de la Randonnée Pédestre）、スペインではスペイン山岳スポーツ連盟（Federación Española de Deportes de Montaña y Escalada）が管理している。グランド・ランドネはヨーロッパ全域の欧州長距離自然歩道（E-paths、Sentier européen de grande randonnée）の一部を構成している。

## 標識
グランド・ランドネには下記の標識で示されている。おもに樹木などにペンキで塗られているが、市街地などで金属の道標の場合もある。
- フランス、ベルギー、オランダ、スペイン[4]：紅白の横線とその変種
- ルクセンブルグ：黄色の四角または丸
- スイス：紅白の横線または黄色のダイヤ[4]

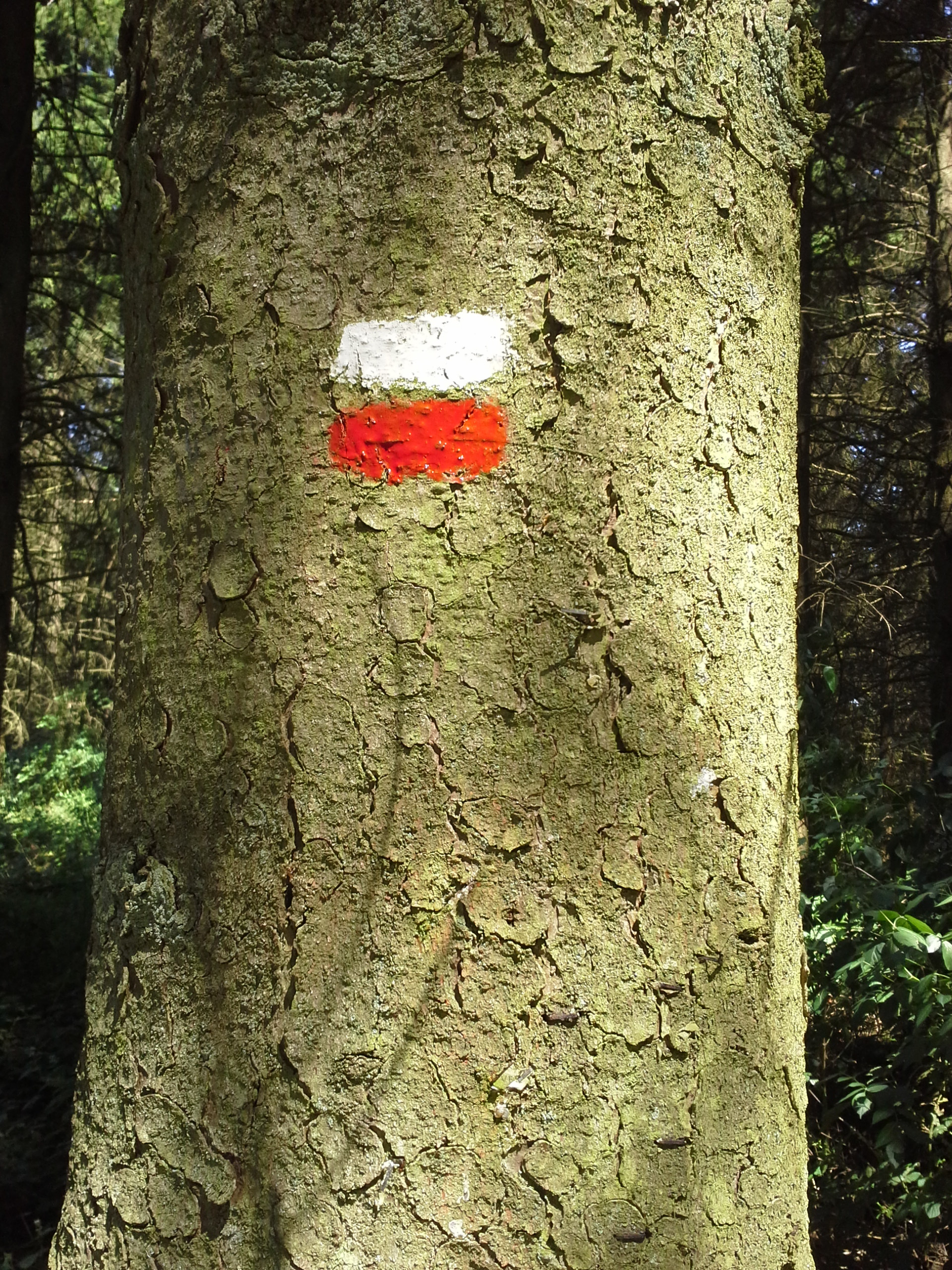
この道を歩け
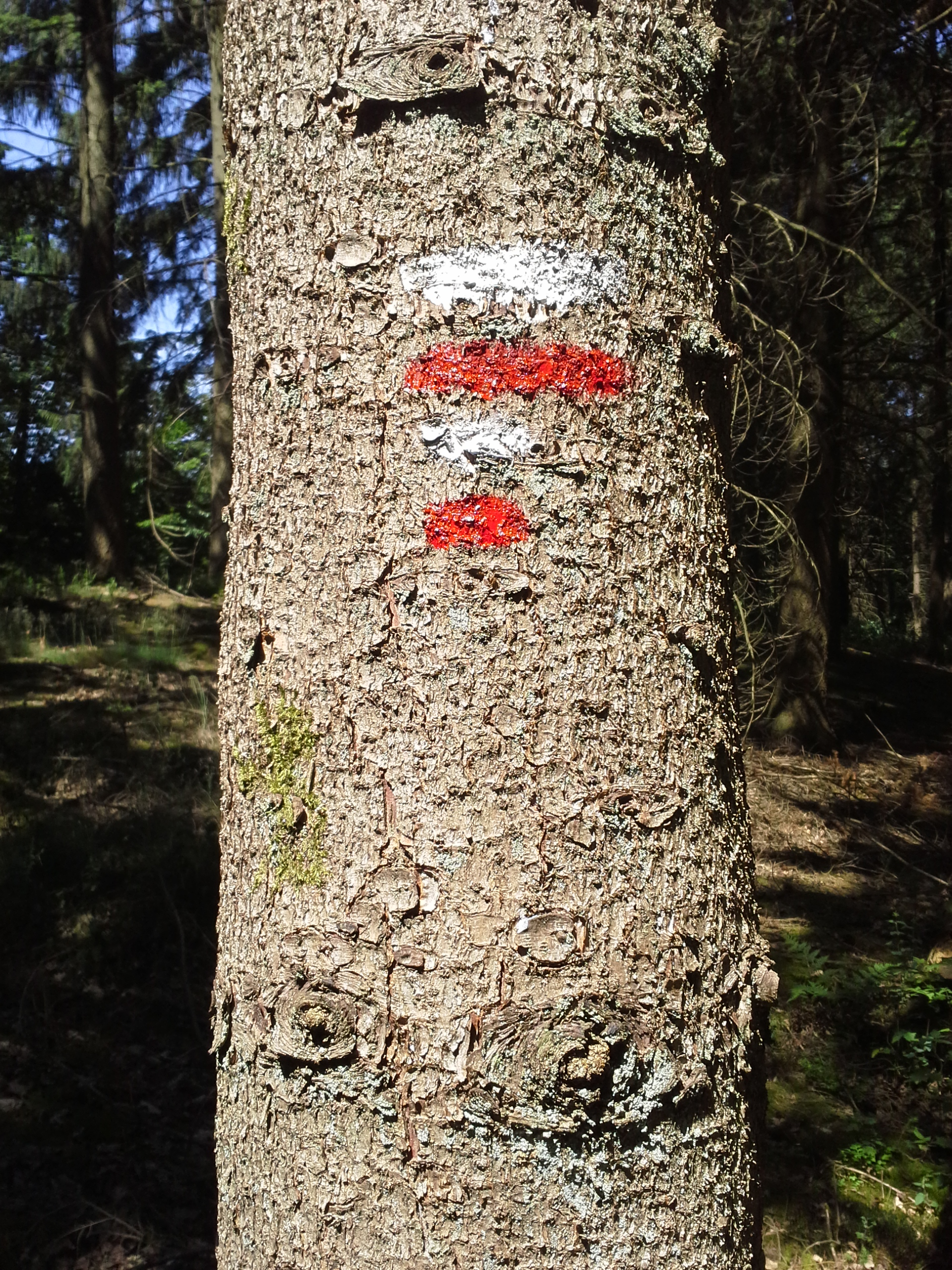
向きを変えろ
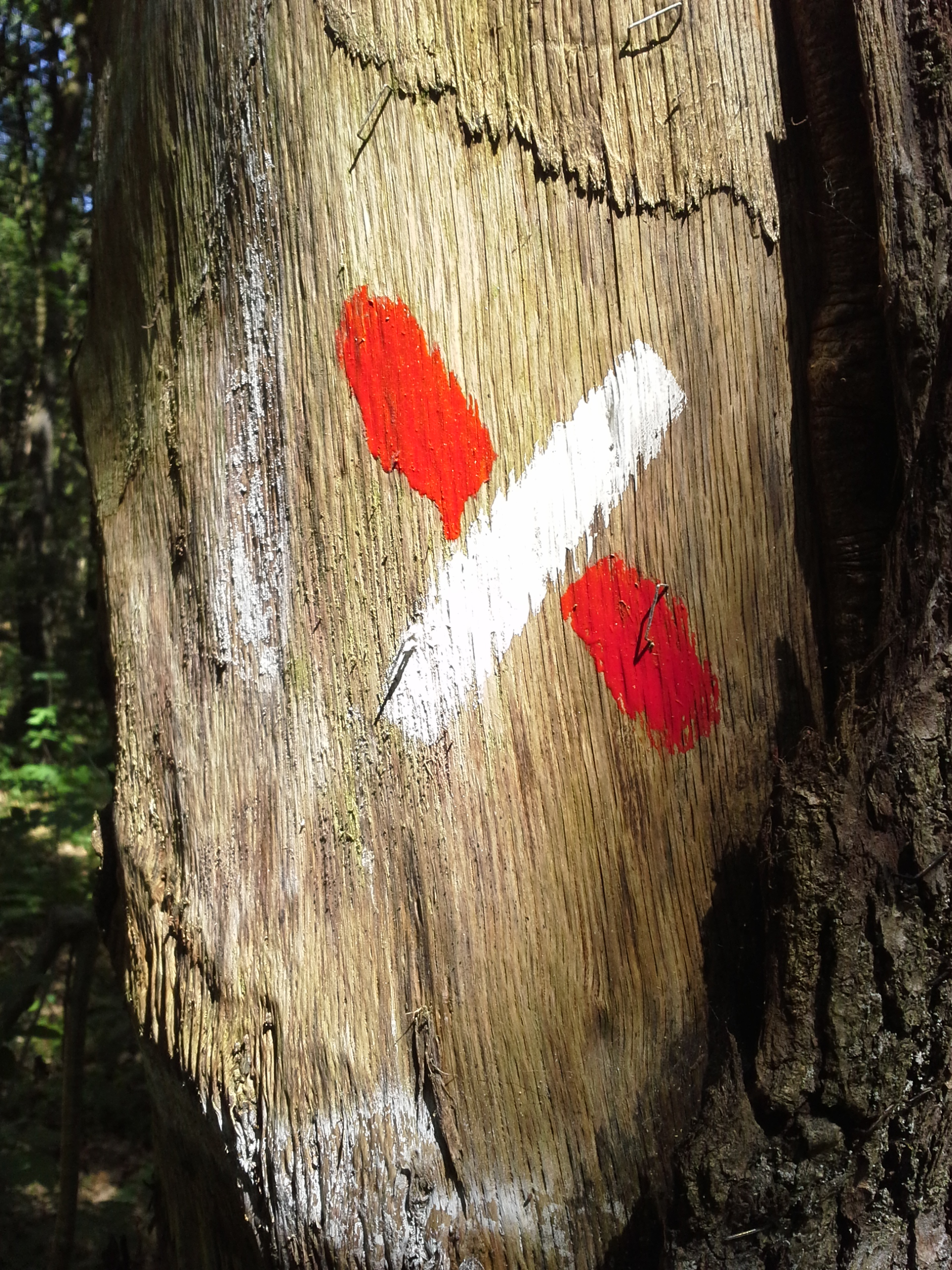
誤った方向

## 主なGRルート

### フランス：GR（grande randonnée）

#### GR1からGR25
| ルート番号 | ルート |
| ---------- | --- |
| GR 1       | シャンティイ • クロミエ • プロヴァン • フォンテーヌブロー • シュヴルーズ • マント＝ラ＝ジョリー                               |
| GR 2       | ル・アーブル • パリ • ディジョン                                                                                              |
| GR 3       | ラ・ボール • ゲランド • ブリエール • ナント • ソミュール • オルレアン • ヌヴェール • マウント・メザン                         |
| GR 4       | ロワイヤン • リモージュ • ピュイ・ド・ドーム • サン＝フルール • ポン＝サン＝テスプリ • グラース                               |
| GR 5       | フック・ファン・ホラント • ハッセルト • メス • ベルフォール • シャモニー • ニース                                             |
| GR 6       | サン＝ヴェラン • タラスコン • フォルカルキエ • コンク • ランゴン                                                              |
| GR 7       | バロン・ダルザス • ディジョン • サン＝テティエンヌ • ロデーヴ • アンドラ・ラ・ベリャ                                          |
| GR 8       | サン＝ブレヴァン＝レ＝パン • サール                                                                                           |
| GR 9       | サン＝タムール • レオンセル • サントロペ                                                                                      |
| GR 10      | アンダイエ • アレット • バニェール＝ドゥ＝ルション • メランス＝レ＝ヴァルス • バニュルス＝シュル＝メール • ポール＝ヴァンドル |
| GR 11      | イグエル岬 • クレウス岬 |
| GR 12      | アムステルダム • ベルヘン・オプ・ゾーム • ブリュッセル • パリ                                                                 |
| GR 13      | フォンテーヌブロー • ブルボン＝ランシー                                                                                       |
| GR 14      | パリ • マルメディ • アルデンヌ                                                                                                |
| GR 16      | アルロン • ブイヨン • モンテルメ                                                                                              |
| GR 20      | カランザナ • コンカ |
| GR 21      | ディエップ • ル・アーブル • エトルタ • フェカン • サン＝ヴァルリ＝アン＝コー • ヴール＝レ＝ローズ • トレポール                |
| GR 22      | ラ・ペリエ—ル • カルージュ • バニョール＝ド＝ロルヌ • モルタン • アヴランシュ • ル・モン＝サン＝ミシェル                      |
| GR 23      | |